# Everyone's Hero
Everyone's Hero est un long métrage d'animation américain réalisé par Colin Brady (en), Christopher Reeve et Dan St. Pierre (en), sorti en 2006.

## Synopsis
Un garçon ordinaire veut devenir un champion de baseball.

## Fiche technique
- Titre : Le héros de tout le monde
- Titre original : Everyone's Hero
- Réalisation : Colin Brady (en), Christopher Reeve et Dan St. Pierre (en)
- Scénario : Robert Kurtz Jeff Hand
- Musique : John Debney
- Production : Ron Tippe Igor Khait
- Pays de production :  États-Unis,  Canada
- Format :
- Genre : animation
- Durée : 87 minutes
- Dates de sortie : 
  - États-Unis, Canada : 15 septembre 2006
  - France : 20 décembre 2006

## Distribution (voix)

### Vois anglaises
- Jake T. Austin : Yankee Irving
- Rob Reiner : Screwie
- Whoopi Goldberg : Darlin
- William H. Macy : Lefty Maginnis
- Mandy Patinkin : Stanley Irving
- Raven-Symoné : Marti Brewster
- Forest Whitaker : Lonnie Brewster
- Dana Reeve : Emily Irving
- Robert Wagner : Mr. Robinson
- Brian Dennehy : Babe Ruth
- Robin Williams : Napoleon Cross

### Voix québécoises[1]
- Alexandre Bacon : Yankee Irving
- Denis Roy : Babe Ruth
- Claudine Chatel : Darlin
- François Caffiaux : Lefty Maginnis
- François Trudel : Stanley Irving
- Marc Bellier : Screwie
- Juliette Mondoux : Marty Brewster
- Benoit Rousseau : Annonceur / annonceur radio
- Yves Soutière : Napoleon Cross

## Commentaire
Ce film est le dernier projet sur lequel travaillait Christopher Reeve en 2004.